# Upp till kamp
Upp till kamp är en svensk miniserie för TV i fyra 90 minuter långa avsnitt skriven av Peter Birro och regisserad av Mikael Marcimain. Serien kretsar kring fyra ungdomars liv i Göteborg under perioden 1965–1976. Teman som tas upp är vänsterrörelsen, varvsnedläggning, socialdemokratisk övervakning av vänstersympatisörer, narkotikaproblem, musiken och den av vänstervågen, under 1970-talets slut, avlösta högervågen. 
Serien är en samproduktion mellan Götafilm, Sveriges Television, Film i Väst, NRK och YLE FST. Den spelades in i Göteborg under fyra månader sommaren och hösten 2006 och sändes i september 2007. Den filmades inte digitalt utan med vanlig film och har ett bredare format än vanliga TV-serier. Det första avsnittet och delar av de övriga tre sändes i svartvitt.
Upp till kamp vann "Fipa d'Or", första pris i kategorin dramaserie vid den internationella tv-festivalen Fipa i Biarritz i Frankrike 2008.
Den har även vunnit priset för bästa TV-drama i tävlingen Prix Italia 2008.
Upp till kamp återsändes i juli–augusti 2009 i svensk television samt under 2017.

## Handling
De fyra 90-minutersavsnitten kretsar kring de fyra vännerna Tommy, Lena, Erik och Rebecca som växer upp i och kring 1960-talets Göteborg och som kommer att tillhöra den så kallade 68-generationen. De kommer alla från skilda uppväxtförhållanden och med skilda preferenser. Tommy är uppvuxen i en arbetarstadsdel i Göteborg med en far som är varvsarbetare på det toppmoderna och världsledande Arendalsvarvet på Hisingen i Göteborg. Hans pappa är även fackligt aktiv och medlem i socialdemokraterna. Tommy är inte intresserad av att utbilda sig, något som hans fars generation under hela sitt politiska liv kämpat för att möjliggöra. Han vill inte heller att bli fabriksarbetare som sin far. Hans passion är musiken och han är sångare i bandet "Tommy and the Heartbreakers" som är starkt inspirerade av både Bob Dylan och The Who. Via musiken får han kontakt med alkohol och droger, och börjar med hjälp av dessa göra uppror mot det av föräldragenerationen uppbyggda folkhemmet. Tommy får via ett putsarjobb kontakt med överklassonen Erik som bor i en stor villa i Örgryte och är son till en general samt en förmögen mor. Trots sina skilda uppväxtförhållanden har pojkarna, genom nedmonteringen av klassamhället, givits möjlighet att umgås och dela erfarenheter. Pojkarna delar många intressen, som musiken och viljan att göra uppror mot föräldragenerationen. De umgås via pop-klubben Cue Club där Tommy ofta spelar.
På Cue Club träffar Tommy den nyinflyttade landsbygdsflickan Lena som flyttat till staden för att studera och hålla på med musik. De tre ungdomarna börjar umgås gemensamt och Tommy och Lena inleder en romans. När polisen stormar Cue Club på grund av ett vräkningsbeslut skadas Tommy av en polis och förs till sjukhus. Där träffar han läkarkandidaten Rebecca. Rebecca är sjukhustvätterskans dotter som via gott läshuvud lyckats utbilda sig till läkare. Hon följer med Tommy till Göta älvstranden där hon får träffa de andra. De fyra vännerna bli oskiljaktiga och förenas alla av viljan till uppror och motstånd mot etablissemanget, det etablissemang som vill utmåla Sverige som det bästa av länder och inte verkar bekymra sig om orättvisorna och krigen ute i världen. 
Tommy och Erik reser till USA för att uppleva musiken och drogerna. Under tiden engagerar sig Lena och Rebecca mot Vietnamkriget i FNL. De flyttar även in i ett politiskt kollektiv och lever där relativt sexuellt frigjort. Erik kommer tillbaka till Sverige för att göra värnpliktstjänstgöring och på så sätt tillfredsställa sin far, generalen, och mor men även för att kunna få låna pengar av modern till att öppna egen krogverksamhet. Tommy stannar kvar i USA och sjunker allt djupare ned i missbruk för att efter ett tag komma hem till Sverige igen. Väl hemma fortsätter Tommy att använda droger och går, sedan han misslyckas med att göra comeback i musikbranschen, över till att missbruka sprutdroger, främst heroin. Erik klarar inte av att göra lumpen och vapenvägrar efter ett tag, till följd av detta sätts han i fängelse en kortare tid. Lena får erbjudande av ett skivbolag att spela in en skiva men tvingas av sitt samvete att säga nej då de inte vill att hon ska sjunga alltför politiska sånger. Hon känner också att hon inte gör tillräckligt politiskt och beslutar sig därför att gå med i KFML(r). 
Tommy bor i en knarkarkvart i Haga och råkar en dag ta en överdos och blir medvetslös. Rebecca hittar honom och hjälper även honom till sjukhuset. Efter detta blir Rebecca och Tommy ett par och Rebecca lyckas även få Tommy fri från sitt alkohol- och drogberoende. Tommys far ordnar med anställning åt sonen på Arendalsvarvet som svetsare. Stämningen på varvet är dålig då facket med Tommys far i spetsen arbetat fram ett avtal där lönen för arbetarna sänks, som en följd av den begynnande varvskrisen. KFML(r) stärker sin position på varvet och Tommy är med "R-arna" när de försöker få till en vild strejk, allt till faderns förtret. Rebecca blir fastanställd läkare på Sahlgrenska sjukhuset men blir upprörd när hon inser att sjukhuset vägrar sända uttjänt medicin till Palestina. På grund av detta börjar hon stjäla medicin och sända till PLO. Detta gör att hon är nära att mista sin nyvunna anställning.
Lena har börjat jobba som lärarinna men är fortfarande politiskt aktiv men nu i en allt mer stagnerande politisk rörelse som slits mellan den gamla sovjettrogna stalinismen och den nya uppblommande maoismen. Hon deltar i ockupationen av Hagahuset 1972 men huset stormas av polis och ockupationen upphör. Erik börjar bli en man med egen förmögenhet och ett klubbimperium som går allt bättre, mycket till följd av det uppsving krog- och klubbvärlden upplevde i och med discomusikens intåg. Han börjar även bli medveten om hur mycket av hans ihoparbetade pengar som försvinner i skatter och sociala avgifter samtidigt som vänstern utmålar honom som utsugaren. Han blir därför, sin ungdoms ideal till trots, aktiv inom högern. Tommy och Rebecca får det allt bättre och snart föds deras första barn. Tommy utbildar sig till journalist och börjar arbeta på Sveriges radio. Samtidigt kämpar hans far febrilt för att hålla ihop facket och rädda arbetstillfällena på det numera nedläggningshotade Arendalsvarvet. Tommy vill vara en grävande journalist men är hård i sin framtoning och gör sig ovän med både intervjuoffer och arbetskamrater. Han får återfall men Rebecca drar upp honom återigen och använder Tommys son för att motivera Tommy att slutligen bli inlemmad i familjerollen fullt ut. Valet 1976 blir spiken i kistan för vänsterns och socialdemokratins dominans inom svensk politik och resulterar i en borgerlig valseger för första gången på ett halvsekel. 
Tommy och Rebecca beslutar att göra det som för deras ungdoms jag varit helt otänkbart, nämligen att gifta sig. Giftermålet visar på att 68-generationen slutligen viker sig för omvärldens normer och omformas till att bli samhällsmedborgare av samma modell som sina föräldrar. Serien slutar med att Tommys ungdomssynder gör sig påminda via gamla vänner vilket gör att bröllopet slutar i total katastrof.

## Rollista (urval)
- Sverrir Gudnason - Tommy Berglund
- Fanny Risberg - Lena Lindblom
- Simon J. Berger - Erik Westfeldt
- Ruth Vega Fernandez - Rebecka Söderström
- Sven Ahlström - Styrbjörn Colliander, ägare till Cue Club
- Johan Kylén - Ingvar Berglund, Tommys pappa
- Anna Bjelkerud - Karin Berglund, Tommys mamma
- Oskar Skog - Oskar Berglund, Tommys lillebror
- David Dencik - Göran
- Anders Beckman - general Gunnar Westfeldt, Eriks pappa
- Carina M. Johansson - Alice Westfeldt, Eriks mamma
- Claes Hartelius - Doktor Levander
- Cecilia Nilsson - Gunvor Lindblom, Lenas mamma
- Catherine Westling - Sonja Söderström, Rebeckas mamma
- Amanda Ooms - Marjut
- Stefan Gödicke - Timo
- Anders Lönnbro - Bullen, varvsarbetare
- Örjan Landström - varvsarbetare
- Magnus Roosmann - Arvid Bengtsson, vice VD
- Lars Väringer - Dan Axel Broström
- Oskar Thunberg - Sebastian Broström
- Per Morberg - Karl-Magnus Blomberg, producent på Polydor
- Timo Nieminen - Arg kommunist
- Ulf Friberg - Jonny Lindman, IB-agent på Sahlgrenska
- Mattias Bärjed - Anders, medlem i Tommy & the Heartbreakers
- Kim Fransson - Fabbe, medlem i Tommy & the Heartbreakers
- Ludwig Dahlberg - Ronny, medlem i Tommy & the Heartbreakers
- Petter Ericsson - Håkan, medlem i Tommy & the Heartbreakers
- Niclas Fransson - Kenta, Tommys langare
- Corey Parker Robinson - Samuel Johnson, amerikansk desertör
- Mikael Lindblad - Ingemar Johansson
- Richard Forsgren - Fabian, på Cue Club
- Sasha Becker - Kerstin
- Frederik Nilsson - platschef i hamnen
- Bo Swedberg - Harry, daglönare i hamnen
- Anton Jarlros Gry - Olof, daglönare i hamnen
- Iwar Wiklander - polismästare Hallgren
- Mikaela Knapp - Anna Berglund
- Tom Lidgard - Sören Berglund, Tommys lillebror
- Martin Wallström - Roger
- Mats Blomgren - Birger Andersson, socialdemokratisk kommunpolitiker
- Malin Crépin - Nina
- Ida Redig - Annica